# Guy Goodes
Guy Goodes, (en hébreu : גיא גודס), né le 13 mars 1971, à Haïfa, en Israël, est un joueur et entraîneur israélien de basket-ball. Il évolue durant sa carrière au poste de meneur.

## Biographie
En juin 2014, Goodes devient entraîneur principal du Maccabi Tel-Aviv, en remplacement de David Blatt parti entraîner les Cavaliers de Cleveland.
En novembre 2015, Goodes est limogé pour résultats insatisfaisants.
En novembre 2018, le Maccabi Tel-Aviv a un bilan de 6 défaites pour une victoire en Euroligue et l'entraîneur Neven Spahija et Goodes, entraîneur adjoint sont limogés. Il est remplacé par Ioánnis Sfairópoulos.

## Palmarès
- Vainqueur de la coupe d'Israël 1991, 1994, 1999